# 恋ノウタ
「恋ノウタ」（こいのうた）は、前田亘輝の通算8枚目のシングル。
2007年5月9日に、ソニー・ミュージックアソシエイテッドレコーズから発売された。

## 概要
「Always」から5年3ヶ月振りのシングル。
カップリング曲の「旅人 -Over The Wave-」は現在もアルバム未収録のままである。

## 収録曲
| 全作詞: 前田亘輝、全作曲: 本間昭光、全編曲: 中村太知。 |                                             |          |            |      |
| #                                                      | タイトル                                    | 作詞     | 作曲・編曲 | 時間 |
| 1.                                                     | 「恋ノウタ」                                | 前田亘輝 | 本間昭光   | 5:08 |
| 2.                                                     | 「旅人 -Over The Wave-」                    | 前田亘輝 | 本間昭光   | 4:29 |
| 3.                                                     | 「恋ノウタ (Original Karaoke)」             | 前田亘輝 | 本間昭光   | 5:08 |
| 4.                                                     | 「旅人 -Over The Wave- (Original Karaoke)」 | 前田亘輝 | 本間昭光   | 4:26 |
| 合計時間:                                              | 合計時間:                                   | 19:11    |            |      |

## 収録アルバム
- Single Collection + (#1)